# غمار بختياري
غمار بختياري (الاسم العلمي: Gammarus bakhteyaricus) هو نوع من المفصليات يتبع جنس الغمار من الفصيلة الغمارية.